# 派屈克·莫納漢
派屈克·提蒙·莫納漢（英語：Patrick Timon Monahan，1969年2月28日—）是一位美國歌手、詞曲作家及演員，主要知名於擔任追隨者合唱團的主唱。他曾經與多位藝人合作,並且錄製過一張個人專輯Last of Seven。由於他偏高、幾近柔弱的音域，他經常被拿來與許多同年代的女性歌手比較。

## 早期生活
莫納漢出生並成長於美國賓夕法尼亞州的瓦特福(Waterford)，一個伊利的自治市鎮。他的父親，傑克·莫納漢(Jack Monahan),是一名服飾店老闆及音樂家。在這個具有愛爾蘭血統的家庭中，他是七個兄弟姊妹中最年輕的，並且由於輩分的關係，在五歲時便成為舅舅。高中就讀位於Millcreek鎮的McDowell高中，畢業後進入賓州愛丁伯羅大學(Edinboro University of Pennsylvania)就讀。

## 音樂生涯
莫納漢於1988年組成了口水歌樂團Rogues Gallery，開始他的音樂生涯，並於1990年離開。該樂團成立於賓夕法尼亞州的伊利郡，其成員有莫納漢(主唱兼打擊樂器)、Mark Emhoff(吉他手兼合聲)、Mike Imboden(貝斯手、鍵盤樂器及合聲)、John McElhenny(鼓手兼合聲)以及John Mc。Elhenny的弟弟Matt McElhenny(節奏吉他、鍵盤樂器及合聲)。 在樂團解散後,莫納漢於1993年離開伊利並搬往加州，並在那裏遇到了Rob Hotchkiss。正當他的音樂事業從舊金山的咖啡屋巡迴演唱擴展到洛杉磯的俱樂部,莫納漢及Hotchkiss陸續招募了吉他手Jimmy Stafford、貝斯手Charlie Colin及鼓手Scott Underwood，追隨者樂團也因此正式成軍。
1994年至2006年間，莫納漢及他的樂團一共發行了四張專輯。2002年時,樂團獲得了兩座葛萊美獎,"Drops of Jupiter (Tell Me)"一曲便拿下了一座。該曲是由莫納漢所作,靈感來自於其因癌症而逝世的母親。除了與自己的樂團合作外,莫納漢也於2001年為Fuel樂團的"Shimmer"一曲擔任合聲。隨後,他參與了"門戶樂團- 巨星齊頌演唱會",並藉由演唱 "Love Me Two Times"來表達他對門戶樂團的敬意。
自2006至2009年，追隨者樂團告別樂壇三年。莫納漢於2007年9月18日發行他的首張個人專輯" Last of Seven",並開始了全國性的大型音樂巡迴演唱會來宣傳此張專輯。他的首支個人單曲"Her Eyes"並登上了告示牌當代風雲人物榜的前十名。
在"Last of Seven"發行的同時,莫納漢也與民謠搖滾歌手Brandi Carlile合作二重唱,一同合作的特別來賓還Richie Sambora及Graham Nash。接著他又與Guy Chambers合作,共同譜寫Tina Turner的大碟"Tina!: Her Greatest Hits"中的兩首曲子。
2009年,追隨者樂團以廣受好評的新專輯"Save Me, San Francisco"宣告復出。同年,莫納漢及他的樂團成員於CSI:犯罪現場中的一集"Second Chances"中客串演出。他們在該集中演唱了新專輯中的兩首曲目"Hey, Soul Sister"及"Calling All Angels"。